# حمض الأجوليميك
حمض الأجوليميك عقار من الكانابينويد الصنعي، يشتق من 11-nor-9-carboxy-THC (وهو مستقلب من الـ تتراهيدروكانابينول THC ولا يملك تأثير نفسي)، حيث أظهر تأثيرات مفيدة كمسكن ومضاد للالتهاب.
تم تطوير الـ Ajulemic acid لمعالجة ألم الأعصاب neuropathic pain وحالات الالتهابات مثل التهاب المفاصل. ولا يملك الـ Ajulemic acid تأثيرات مضادة للإقياء كما هو الحال في الكانابينوئيدات الآخرى ولكن قد يكون مفيد في معالجة الألم والحالات الالتهابية المزمنة والتي لا تترافق مع الغثيان.

## التأثيرات الجانبية
- جفاف الفم
- التعب
- الدوخة

## آلية التأثير
لم تثبت إلى الآن آلية تأثير الـ ajulemic acid، ولكن قد تكون بتفعيل مستقبلات كانابينويد بطرق مختلفة إلى كانابينوئيدات ذات تأثير نفسي.

## الصيغة الكيميائية
C25H36O4

## الوزن الجزيئي
400.551 g/mol